# Ристовац
Ристовац је насељено место града Врања у Пчињском округу. Према попису из 2022. било је 329 становника (према попису из 1991. било је 336 становника).
Овде се налази Железничка станица Ристовац.

## Прошлост
Године 1906. Ристовац је био "чиновничка колонија" на жељезничкој прузи. Ту се налазила жељезничка станица, са свим надлештвима државних органа, а поред ње двоспратна зграда са чиновничким становима. Ту је била граница Србије и Турске, крајем 19. и почетком 20. века, како пише Делфа Иванић.
Маја 1917. године бугарски окупатор је мучио и живе спалио Србе, становнике Ристовца. Ту је смрт нашло у највећим мукама 170 људи, жена и деце. Као српска омазда, војвода Коста Пећанац је са четницима заузео и спалио Босиљград, који су држали Бугари.

## Демографија
У насељу Ристовац живи 254 пунолетна становника, а просечна старост становништва износи 39,2 година (37,5 код мушкараца и 41,0 код жена). У насељу има 98 домаћинстава, а просечан број чланова по домаћинству је 3,49.
Ово насеље је великим делом насељено Србима (према попису из 2002. године).
|  |

| Демографија | Демографија | Демографија |
| Година      | Становника  | Становника  |
| ----------- | ----------- | ----------- |
| 1948.       | 397         |             |
| 1953.       | 389         |             |
| 1961.       | 423         |             |
| 1971.       | 370         |             |
| 1981.       | 343         |             |
| 1991.       | 336         | 334         |
| 2002.       | 342         | 363         |
| 2011.       | 347         |             |

| Етнички састав према попису из 2002.‍ | Етнички састав према попису из 2002.‍ | Етнички састав према попису из 2002.‍ | Етнички састав према попису из 2002.‍ | Етнички састав према попису из 2002.‍ |
| ------------------------------------ | ------------------------------------ | ------------------------------------ | ------------------------------------ | ------------------------------------ |
|                                      |                                      |                                      |                                      |                                      |
| Срби                                 | Срби                                 |                                      | 339                                  | 99,12%                               |
| Македонци                            | Македонци                            |                                      | 3                                    | 0,87%                                |
| непознато                            | непознато                            |                                      | 0                                    | 0,0%                                 |

| Година пописа     | 1948. | 1953. | 1961. | 1971. | 1981. | 1991. | 2002. |
| ----------------- | ----- | ----- | ----- | ----- | ----- | ----- | ----- |
| Број домаћинстава | 82    | 81    | 105   | 96    | 93    | 93    | 98    |

| Број чланова      | 1  | 2  | 3  | 4  | 5  | 6 | 7 | 8 | 9 | 10 и више | Просек |
| ----------------- | -- | -- | -- | -- | -- | - | - | - | - | --------- | ------ |
| Број домаћинстава | 19 | 20 | 12 | 18 | 13 | 6 | 7 | 2 | 1 | 0         | 3,49   |

| Пол    | Укупно | Неожењен/Неудата | Ожењен/Удата | Удовац/Удовица | Разведен/Разведена | Непознато |
| ------ | ------ | ---------------- | ------------ | -------------- | ------------------ | --------- |
| Мушки  | 130    | 30               | 88           | 10             | 2                  | 0         |
| Женски | 133    | 10               | 89           | 29             | 5                  | 0         |
| УКУПНО | 263    | 40               | 177          | 39             | 7                  | 0         |

| Пол    | Укупно                    | Пољопривреда, лов и шумарство | Рибарство                            | Вађење руде и камена | Прерађивачка индустрија       |
| ------ | ------------------------- | ----------------------------- | ------------------------------------ | -------------------- | ----------------------------- |
| Мушки  | 65                        | 16                            | 0                                    | 0                    | 21                            |
| Женски | 43                        | 6                             | 0                                    | 0                    | 25                            |
| УКУПНО | 108                       | 22                            | 0                                    | 0                    | 46                            |
| Пол    | Производња и снабдевање   | Грађевинарство                | Трговина                             | Хотели и ресторани   | Саобраћај, складиштење и везе |
| Мушки  | 1                         | 4                             | 4                                    | 0                    | 13                            |
| Женски | 0                         | 1                             | 2                                    | 1                    | 5                             |
| УКУПНО | 1                         | 5                             | 6                                    | 1                    | 18                            |
| Пол    | Финансијско посредовање   | Некретнине                    | Државна управа и одбрана             | Образовање           | Здравствени и социјални рад   |
| Мушки  | 0                         | 0                             | 3                                    | 1                    | 1                             |
| Женски | 0                         | 0                             | 0                                    | 1                    | 2                             |
| УКУПНО | 0                         | 0                             | 3                                    | 2                    | 3                             |
| Пол    | Остале услужне активности | Приватна домаћинства          | Екстериторијалне организације и тела | Непознато            | Непознато                     |
| Мушки  | 0                         | 0                             | 0                                    | 1                    | 1                             |
| Женски | 0                         | 0                             | 0                                    | 0                    | 0                             |
| УКУПНО | 0                         | 0                             | 0                                    | 1                    | 1                             |